# Szalacs
Szalacs (románul Sălacea) település Bihar megyében, Romániában.

## Fekvése
Bihar megye északi részén található, Szatmár megyével határos település. Érmihályfalvától mintegy 20 km-re fekszik.

## Története
A 12. századbeli német telepítvényes község már a tatárjárás előtt kiváltságos város volt.
Az Aranybulla 1222-ben a Tiszántúl sólerakodóhelyévé rendelte. Egyik utcáját, ahol hajdan a német telepesek laktak, még ma is Bécsnek nevezik.
1374-ben királyi község lett. 1407-ben Zsigmond király a váradi székeskáptalannak adományozta, s 1520-ig a vámszedőhelyek között találjuk felsorolva. A községet több uralkodó is felkereste, így megfordult itt V. István, IV. László és Károly Róbert király.

## Népessége
1886-ban Szalacson 2954 lakos élt, akik közül 2730 magyar, 83 román – 1709 református, 1075 római katolikus, 89 görögkatolikus és 61 izraelita.
Az 1992-es népszámlálás idején Szalacson 2497 ember élt, akik közül 2428 magyar, 49 cigány, 19 román. Felekezeti megoszlás: 1205 református, 1200 római katolikus.

## Látnivalók
- Református temploma – 1798–1802 között nyerte el mai formáját, kibővítés által.
- Római katolikus temploma – 1792-ben készült el.
- Néprajzi- és népművészeti kiállítás.
- Négylyukú híd.
- Pincesorok: A falusiak borpincéi számos turistát vonzanak. A szőlőtermő vidék egyik legrégebbi jellegzetessége a dombok oldalába ásott pincék által utcácskát alkotó pincesor. Napjainkban Szalacson mintegy 970 domboldalba ásott pince ismert, mely az úgynevezett pincesort alkotja. Közülük a legtöbbet a múlt században építették. A legrégebbi pince 1803-ban épült.

## Híres emberek
- Itt született Balaskó Nándor (1918–1996) szobrász.
- Itt született Balaskó Vilmos (1914–2004) romániai magyar református lelkész.
- Itt született Szalacsi Rácz Imre (1900–1956) költő, író, publicista.
- Itt született Gyalókay Lajos (1825–1899) 1848–49-es szabadságharcos, jogász, író.
- Itt született Simay István (1833–1910) 1848–49-es szabadságharcos, tanár, pedagógiai író, tankönyvíró.
- Itt született Andrássy Ernő (1894–1968) orvos, ornitológus, régész, az „Érmellék utolsó polihisztora”.
- Itt született Böhm Zsolt György (1962) világbajnok asztaliteniszező, író